# Torrelodones
Torrelodones er en by og kommune i det centrale Spanien i Madrid-regionen. Den har et indbyggertal på 25.316 (2024) indbyggere.